# The Cinematics
The Cinematics sono stati un gruppo musicale britannico attivo dal 2003 al 2011, i cui membri sono originari di Dingwall, nelle Highlands.

## Storia del gruppo
Sono nati nell'autunno 2003, ma solo nel 2005 firmano un contratto con la TVT Records.
Dopo l'uscita dei primi due singoli Break e Chase (estratti dall'EP Break) hanno raggiunto una discreta popolarità negli Stati Uniti e in Europa, specialmente in Inghilterra.
Nel febbraio 2007 esce il singolo Keep Forgetting, poco prima l'uscita del loro primo album, A Strange Education, pubblicato il 6 marzo.
Il secondo album, Love and Terror, è stato pubblicato il 6 ottobre 2009.
Nel 2010 The Cinematics sono tornati in studio a Berlino per registrare il loro terzo album. Tuttavia, nel luglio 2011 Reid ha annunciato in un'intervista che la band si è sciolta prima del completamento. Sul loro sito compare un messaggio della band a tutti i fan insieme all'ultimo brano registrato insieme.

## Formazione

### Ultima
- Scott Rinning – voce, chitarra ritmica (2003-2011)
- Larry Reid – chitarra solista, voce secondaria (2008-2011)
- Adam Goemans – basso (2003-2011)
- Ross Bonney – batteria (2003-2011)

### Ex componenti
- Ramsey Miller – chitarra solista (2003-2008)

## Discografia

### Album in studio
- 2007 – A Strange Education
- 2009 – Love and Terror

### EP
- 2006 – Break
- 2007 – Live Sessions
- 2010 – Silent Scream

### Singoli
- 2005 – Chase
- 2006 – Break
- 2007 – Keep Forgetting
- 2009 – Love and Terror
- 2009 – New Mexico